# Miniera di Kiruna

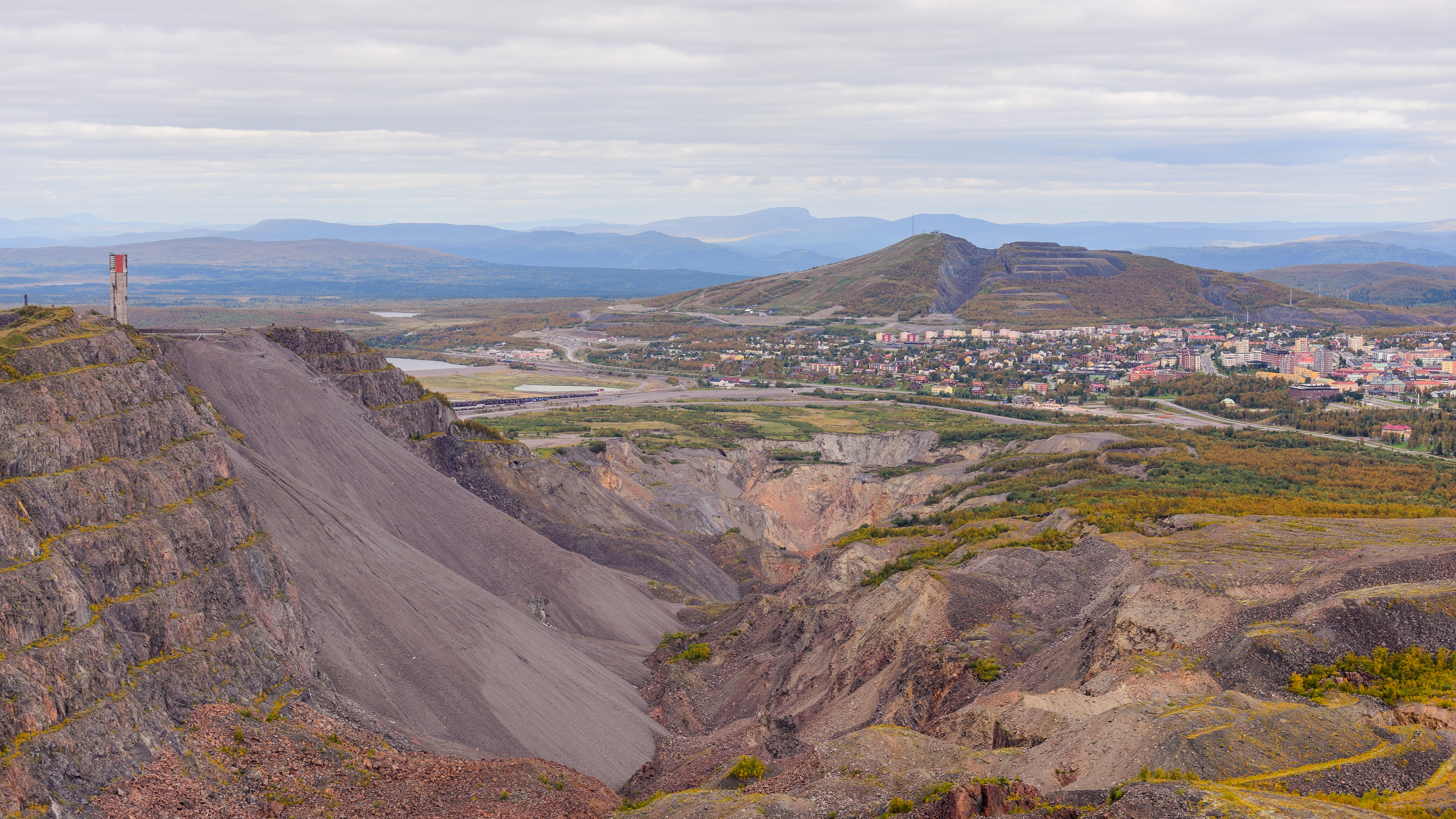
Vista della miniera

La Miniera di Kiruna è una miniera situata a Kiruna nella contea di Norrbotten in Lapponia, tra le più grandi e più longeve del suo genere presenti al mondo.

Schema della miniera

La miniera è di proprietà della Luossavaara-Kiirunavaara AB (LKAB). Nel 2018 la miniera ha prodotto circa 26,9 milioni di tonnellate di minerale di ferro. La miniera di Kiruna ha un corpo minerario lungo 4 km, spesso da 80 metri a 120 metri e raggiunge una profondità massima di 2 km. Dall'inizio delle attività d'estrazione nel sito avvenute a partire dal 1898, la miniera ha prodotto oltre 950 milioni di tonnellate di minerale.
Nel 2004 le autorità svedesi hanno deciso di trasferire il centro della città di Kiruna, per far fronte alla subsidenza legata all'attività mineraria. Il trasferimento sarebbe avvenuto gradualmente nel corso dei successivi decenni.
Il 18 maggio 2020 è stato innescato e indotto a causa dell'attività mineraria, un terremoto di circa 4,9 Mw..